# قلعه دختر چلونک
قلعه دختر چلونک مربوط به دورهٔ سلجوقی (دورهٔ اسماعیلی) است و در شهرستان زیرکوه، ۵ کیلومتری جنوب‌غربی روستای اردک واقع شده و این اثر در تاریخ ۲۴ اسفند ۱۳۸۴ با شمارهٔ ثبت ۱۵۲۸۱ به‌عنوان یکی از آثار ملی ایران به ثبت رسیده است.